# Presidente de Uganda
El presidente de la República de Uganda es el jefe de Estado y de Gobierno del mencionado país. El presidente dirige el poder ejecutivo del Gobierno de Uganda y es el comandante en jefe de las Fuerzas de Defensa Popular de Uganda.

## Requisitos
En 2005 se eliminaron los límites del mandato presidencial y en 2017 también se anunció la eliminación del límite 75 años de edad para ocupar el cargo.
Para que un ciudadano pueda calificar para la elección como Presidente debe ser: (a) ciudadano de Uganda por nacimiento; (b) no tener menos de treinta y cinco.de edad; y (c) calificado para ser miembro del Parlamento.

## Lista de presidentes (desde 1963)
| Espectro político                |
| -------------------------------- |
| UPC KY Militar Independiente MRN |

| Presidente de la República    | Presidente de la República | Presidente de la República                                        | Inicio                  | Fin                     | Partido       | Elecciones                    |
| ----------------------------- | -------------------------- | ----------------------------------------------------------------- | ----------------------- | ----------------------- | ------------- | ----------------------------- |
| Primera República (1963-1971) |                            |                                                                   |                         |                         |               |                               |
| 1                             |                            | Edward Mutesa II (1924-1969) Dictador                             | 4 de marzo de 1963      | 2 de marzo de 1966      | CP            | 1963                          |
| 2                             |                            | Milton Obote (1925-2005) Presidente de la República               | 15 de abril de 1966     | 25 de enero de 1971     | UPC           |                               |
| Segunda República (1971-1979) |                            |                                                                   |                         |                         |               |                               |
| 3                             |                            | Idi Amin (1928-2003) Presidente de la República                   | 25 de enero de 1971     | 11 de abril de 1979     | Militar       |                               |
| Tercera república (1979-1985) |                            |                                                                   |                         |                         |               |                               |
| 4                             |                            | Yusufu Lule (1912-1985) Presidente de la República (Interino)     | 13 de abril de 1979     | 20 de junio de 1979     | Independiente |                               |
| 5                             |                            | Godfrey Binaisa (1920-2010) Presidente de la República (Interino) | 23 de junio de 1979     | 12 de mayo de 1980      | UPC           |                               |
| 6                             |                            | Paulo Muwanga (1924-1991) Presidente del Consejo Militar          | 12 de mayo de 1980      | 22 de mayo de 1980      | UPC           |                               |
| -                             |                            | Comisión Presidencial                                             | 22 de mayo de 1980      | 17 de diciembre de 1980 | -             | -                             |
| 7                             |                            | Milton Obote (1925-2005) Presidente de la República               | 17 de diciembre de 1980 | 27 de julio de 1985     | UPC           | 1980                          |
| Gobierno Militar (1985-1986)  |                            |                                                                   |                         |                         |               |                               |
| 8                             |                            | Bazilio Olara Okello (1929-1990) Presidente del Consejo Militar   | 27 de julio de 1985     | 29 de julio de 1985     | Militar       | -                             |
| 9                             |                            | Tito Okello (1914-1996) Presidente del Consejo Militar            | 29 de julio de 1985     | 26 de enero de 1986     | Militar       | -                             |
| Cuarta República (1986-)      |                            |                                                                   |                         |                         |               |                               |
| 10                            |                            | Yoweri Museveni (1944-) Presidente de la República                | 26 de enero de 1986     | Presente                | MRN           | 1996 2001 2006 2011 2016 2021 |